# Harmonie Centre
El Harmonie Center, también conocido como el Breitmeyer-Tobin Building, es un edificio comercial de ocho pisos ubicado en 1308 Broadway Street (en la esquina de Broadway y Gratiot) en el Downtown de Detroit, Míchigan. Fue construido en 1906 y es parte del Distrito Histórico de Broadway Avenue. También se conoce como el edificio Tobin. El edificio fue incluido en el Registro Nacional de Lugares Históricos en 1980. El east necklace del Downtown une Grand Circus y el área del estadio con Greektown a lo largo de Broadway. El east necklace contiene un subdistrito a veces llamado Harmonie Park District, que ha asumido el renombrado legado de la música de Detroit desde la década de 1930 hasta la de 1950 y hasta el presente.

## Historia
El edificio Breitmeyer-Tobin fue construido en 1906 para John Breitmeyer Sons, floristas, que eran en ese momento los floristas más importantes de Detroit. El presidente de la empresa, Philip Breitmeyer, fue alcalde de Detroit de 1909 a 1911.
En 1926, la propiedad del edificio se transfirió a la Peninsular Bank Company, y el edificio pasó a llamarse Edificio del Banco Peninsular. El banco quebró, y diez años más tarde, en las profundidades de la Gran Depresión, el edificio estaba desocupado en un 75%; el inquilino principal era Metropolitan Life Insurance Company, que ocupaba el último piso. 
Metropolitan se destacó por su disposición a suscribir pequeñas pólizas de seguro para afroamericanos. Aproximadamente al mismo tiempo, los propietarios del edificio abrieron espacio de oficinas para que los afroamericanos lo alquilaran; el edificio fue uno de los primeros en el centro de la ciudad en hacerlo.
En 1944, Benjamin Tobin adquirió el edificio, lo rebautizó como Breitmeyer-Tobin, y comercializó el espacio de oficinas para profesionales negros. Firmas afroamericanas notables tenían oficinas en el edificio, incluida la Hermandad de Porteros de Coche Cama (el sindicato negro más grande de Estados Unidos en ese momento), la firma de abogados Loomis, Jones, Piper y Colden; el abogado Harold Bledsoe, los optometristas William H. y Lloyd Lawson; y futuros jueces Damon Keith y Hobart Taylor Jr.
El edificio ha sido rehabilitado recientemente, con local comercial en el primer piso y varias oficinas en los pisos superiores.

## Descripción
El edificio de ocho pisos, diseñado por la firma de arquitectos Raseman & Fischer, es un edificio de estilo Beaux-Arts inusual de principios del siglo XX. Incluye elementos de terracota vidriada.